# هنري بي مولتون
هنري بي مولتون (بالإنجليزية: Henry P. Moulton)‏ هو محامي أمريكي، ولد في 24 نوفمبر 1844 في بيفرلي في الولايات المتحدة، وتوفي في 4 ديسمبر 1905.